# يآركو هينتيكا
يآكـّو هينتيكـّا (Jaakko Hintikka؛ فانتا، 12 يناير 1929) فيلسوف ومنطقي فنلندي.
بعد التدريس لعدد من السنوات في جامعة ولاية فلوريدا وستانفورد وجامعة هلسنكي وأكاديمية فنلندا ، وقال انه يعمل حاليا أستاذا للفلسفة في جامعة بوسطن. وقد ساهم كاتب غزير الإنتاج، أو شارك في تأليف أكثر من 30 كتابا وأكثر من 300 مقالة علمية إلى المنطق الرياضي والمنطق الفلسفي وفلسفة الرياضيات ونظرية المعرفة وفلسفة اللغة وفلسفة العلوم. ظهرت أعماله في أكثر من تسع لغات.
يعتبر هينتيكا مؤسس المنطق المعرفي الرسمي و لعبة دلالات المنطق. في وقت مبكر من حياته المهنية، ابتكر دلالات منطق مشروط المماثلة أساساً إلى إطار دلالات كريبكي ، واكتشف دلالات اللوحة التي يدرس الآن على نطاق واسع، بالاستقلال عن إفرت فيلم بيت. في العقود الأخيرة، فقد كان يعمل أساسا على دلالات لعبة، وعلى منطق الاستقلال ودية، والمعروف عن محددو الكمية «المتفرعة من» التي يعتقد انها تفعل أفضل العدالة لحدسنا حول محددو الكم من التقليدية لا منطق الرتبة الأولى. لقد فعل عمل التفسيرية هامة على أرسطو، إيمانويل كانت ، فيتغنشتاين ، بيرس ومسلم. ويمكن رؤية عمل هينتيكا باعتبارها استمرارا للاتجاه في الفلسفة التحليلية التي أسسها برينتانو بيرس ، التي تقدمت بها فريج وبيرتراند راسل ، واستمر بها كارناب وكواين ومعلم هينتيكا يوري هنريك فون فريكت